# Deštná (Boêmia do Sul)
Deštná é uma cidade checa localizada na região da Boêmia do Sul, distrito de Jindřichův Hradec.